# Elisabeth Meylan
Elisabeth Meylan (* 14. Juni 1937 in Basel als Elisabeth Bartlin) ist eine Schweizer Schriftstellerin.

## Leben
Elisabeth Meylan absolvierte nach dem Besuch eines Mädchengymnasiums und einer Kunstgewerbeschule ein Studium der Germanistik und Romanistik an der Universität Basel, das sie 1968 mit der Promotion abschloss. Anschliessend wirkte sie als Lehrerin, Verlagslektorin und Zeitschriftenredakteurin. 1981 nahm sie am Ingeborg-Bachmann-Wettbewerb in Klagenfurt teil. Seit 1987 lebt sie als freie Schriftstellerin in Basel.
Elisabeth Meylan ist Verfasserin von Prosawerken und Gedichten. Sie ist Mitglied des Verbandes Autorinnen und Autoren der Schweiz und gehörte von 1981 bis 1996 dem Stiftungsrat der Schweizerischen Schillerstiftung an.

## Auszeichnungen
- 1973 Werkauftrag der Stiftung Pro Helvetia
- 1975 Werkjahr der Stadt Zürich
- 1976 Einzelwerkpreis der Schweizerischen Schillerstiftung

## Werke
- Räume, unmöbliert. 7 Erzählungen. Artemis, Zürich 1972
- Entwurf zu einer Ebene. Gedichte. Arche, Zürich 1973
- Die Dauer der Fassaden. Roman. Arche, Zürich 1975
- Im Verlauf eines einzigen Tages. Gedichte. Arche, Zürich 1978
- Bis zum Anbruch des Morgens. Roman. Arche, Zürich 1980
- Zwischen Himmel und Hügel. Erzählungen. Pendo, Zürich 1989
- Die Unruhe im Innern des Denkmals. Gedichte. Pendo, Zürich 1991
- Das Ende von Weinbergs Schweigen. Roman. Pendo, Zürich 1992
- Die allernächsten Dinge. Gedichte. Pendo, Zürich 1994
- Zimmerflucht. Erzählungen. Pendo, Zürich 1997